# Биатлон на зимних Олимпийских играх 2010 — квалификация
Квалификация по биатлону на зимних Олимпийских играх 2010 должна была выявить, сколько спортсменов и из каких стран смогут участвовать на соревнованиях.
Всего к участию в соревнованиях допускалось 220 спортсменов: 113 мужчин и 107 женщин. Каждый НОК мог выставить не более 6 мужчин и 6 женщин, причём не более четырёх в каждой дисциплине.

## Квота по дисциплинам
| Дисциплина           | Мужчины                 | Женщины                 |
| -------------------- | ----------------------- | ----------------------- |
| Спринт               | 88                      | 87                      |
| Гонка преследования  | 60                      | 60                      |
| Индивидуальная гонка | 88                      | 87                      |
| Масс-старт           | 30                      | 30                      |
| Эстафета             | 20 команд по 4 человека | 20 команд по 4 человека |

Квалификация на гонки преследования будет строиться на основе результатов спринта.

### Допуск к масс-старту
В масс-старте Олимпийских игр участвовало 30 спортсменов:
- Все призёры прошедших соревнований Олимпийских игр (спринт, гонка преследования, индивидуальная гонка)
- 15 лучших в общем зачете Кубка мира
- Спортсмены, набравшие наибольшее количество очков в  гонках Олимпийских игр (спринт, гонка преследования, индивидуальная гонка).

## Критерии допуска спортсменов
Для прохождения на Олимпийские игры каждый спортсмен должен был удовлетворять хотя бы одному из трёх требований:
- Спортсмен должен был показать время в спринте или индивидуальной гонке не ниже 20%, чем у трёх лучших спортсменов в кубке Европы (включая чемпионаты Европы) за сезон 2008-2009 или 2009-2010.
- Спортсмен должен был финишировать в первой половине на чемпионате мира среди юниоров 2009 и 2010.
- Спортсмен должен был участвовать в кубке мира 2008-2009 или 2009-2010 или в чемпионате мира 2009 или 2010.

Для участия команд в эстафете все её спортсмены должны подходить под одно из требований.
Выставлять своих спортсменов могли только страны, которые являлись одновременно членами МОК и ИБУ.

## Квота по странам
Все 220 мест распределялись между странами согласно очковым результатам чемпионатов мира 2008 и 2009:
Мужчины
- 1-5 места - 6 спортсменов, а также двое запасных
- 6-20 места - 5 спортсменов, а также один запасной
- 21-28 места - 1 спортсмен

Женщины
- 1-5 места - 6 спортсменок, а также двое запасных
- 6-15 места - 5 спортсменок, а также одна запасная
- 16-20 места - 4 спортсменки
- 21-27 места - 1 спортсменка

В эстафетах могли участвовать только по одной команде от каждой страны у мужчин и у женщин. Они тоже отбирались по сумме результатов чемпионатов мира.